# 吳光新

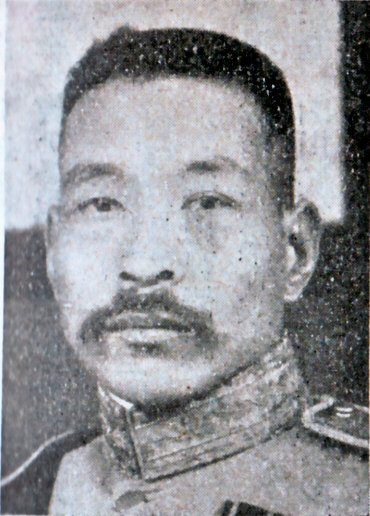

吳光新（1881年—1939年），字閻堂、自堂、植堂、志堂。安徽省廬州府合肥縣（今合肥市）人，清末民初皖系軍事將領。段祺瑞之小舅及其手下「四大金剛」之一（其他三位為靳雲鵬、徐樹錚、傅良佐；但也有一说即曲同丰才是四大金刚之一，而不是吴光新）。

## 生平
为段祺瑞发妻吴氏（1867-1900）的胞弟。1901年段祺瑞任山东督练公所总办，携吴光新上任，1902年报送入北洋速成武备学堂炮兵科。1903年（光緒29年）6月，他到日本留學。1903年12月入日本陸軍士官學校第3期中华队砲兵科學習，1904年11月畢業歸國，歷任北洋陸軍第三鎮第3標炮营管帯。1908年入陆军大学正则班第一期学习。1910年奉天混成協（第13混成協）砲標標統。1911年任北洋第三镇协统。
武昌起义爆发时，随段祺瑞去湖北，担任第二军参议官。1912年2月袁世凯任大总统后任命吴光新为北洋政府驻安徽省陆军旅旅长。1912年11月26日被授予陆军少将。1913年7月31日加陆军中将衔，9月1日晋授陆军中将。1914年（民國3年）4月24日，任陸軍第20師師長，驻宜昌。1915年8月14日在北京成立“筹安会”，吴光新随段祺瑞辞职，以示反对帝制。8月26日，袁世凯令范国璋代吴光新署第20师师长。1916年3月护国战争时，任总参议随曹锟去四川攻陷了纳溪、江安等地。
袁世凱死後，段祺瑞出任总理，1916年7月下旬任命吴为湖南督军，遭当地军阀所阻，1916年9月27日吴光新率兵驻岳州，任北洋军“驻岳总司令”，加陆军上将衔，节制北洋陆军第二、三、五、十三等混成旅及陆军第二十师等部。张勋复辟失败后，段祺瑞执政，1917年（民國6年）8月北洋政府为监视和防御川、黔两省的靖国军，8月6日颁布“特派吴光新为長江上游總司令兼四川查办使”的总统令，令其率领北洋陆军刘跃龙第二、李炳之第十三两个混成旅由湖南岳州入川查办滇军黔军与川军在川南的混战，等待中央对南方作“根本之解决”。1917年10月吴光新率两个旅进驻重庆，准备谋取四川督军职务。11月间，吴光新部遭黔军的突袭受损。吴光新认为川事不可为，于11月14日电请北洋政府惩办黔军，并“罢免查办职，以谢国人”。1917年11月20日，吴光新被免去四川查办使，专任长江上游总司令“扼守宜昌”。1917年12月吴光新部隊在貴州部隊的猛攻下不敵，退出重庆撤到宜昌。随后在鄂西爆发护法战争和“荆襄自主军”进军宜昌，吴光新还指挥驻沙市陸軍第八师（王汝勤）、驻岳州范国璋第二十师。时驻防宜昌的北洋陆军第四混成旅（旅長朱延灿）也实归吴光新指挥。后在宜昌成立北洋陆军赵荣华第十八混成旅。1918年3月底吴光新在宜昌招募新兵，又成立了暂编第一、二、三、四共计4个旅，赵云龙、刘文明、陶云鹤、费国祥分任旅长。故吴光新实际拥有兵力达4个混成旅、4个暂编旅；另拥有所辖驻沙市、岳州随时可供调动的第八、二十两个师及于1917年11月新成立的王懋赏第十八师等共计3个师的机动兵力。与之作战的靖国军、护法军、“荆襄自主军”：
- 鄂靖国军第一军（原鄂军第一师师长、荆宜镇守使石星川）
- 鄂靖国军第二军：原鄂军第三师师长、已经解职归乡的王安澜，于枣阳鹿头大阜山起事。
- 靖国军或“荆襄自主军”（原北洋陆军或鄂军第九师师长、郧襄镇守使黎天才）
- 鄂西靖国军：驻利川。总司令蔡济民，秘书长董必武
- 湘援鄂靖国军：湘西防务督办兼援鄂总司令李书城
- 滇援鄂靖国军：滇军第八军军长叶荃
- 黔援鄂靖国军
- 川援鄂靖国军
- 豫援鄂靖国军：豫军总司令王天纵
- 陕援鄂靖国军

1918年1月北洋政府参谋部、陆军部下达局部讨伐令，命令北洋军进攻宣布独立的湖北荆州和襄阳。1918年1月10日，吴光新“奉大总统谕”发出进剿荆州自主军命令，1月14日进攻，1月22日攻下荆州，3月27日攻下鄂西北数县。
1920年2月，皖系决定任命吴光新为河南督军、王印川为河南省长。吴光新即率部由宜昌进驻信阳，与河南南阳镇守使吴庆桐联合准备以武力驱逐河南督军赵倜。遭赵倜在信阳的重兵拦截：河南第1混成旅旅长成慎为第1路司令，归德镇守使兼毅军统领宝德全为第2路司令，宏威军司令其弟赵杰为第3路司令。2月14日赵倜以宏威军总司令名义致电南方护法军政府主席总裁岑春煊。直系各省督军如直督曹锟、苏督李纯、鄂督王占元、赣督陈光远等及高级将领吴佩孚等、奉系首领张作霖及南方护法军政府通电反对。1920年2月26日皖系操纵国务院通过吴光新为河南督军、王印川为河南省长的决定，徐世昌大总统只同意发表王印川为河南省长的任命。直皖矛盾激化，3月20日，吴光新电斥吴佩孚。4月5日吴的驻信阳的赵福汇暂编第三旅哗变。驻衡阳的直系吴佩孚奉曹锟之命，准备把一师三旅部队开回直隶，段祺瑞密令湖南督军张敬尧对撤防的吴佩孚给予迎头拦击，同时令吴光新将分驻宜昌、荆沙、岳州、信阳等地的部队全部集中到岳州，将吴佩孚部消灭于洞庭湖。1920年5月20日，吴佩孚在没有北京政府批准的情况下率所部自衡阳撤防北上，张敬尧和吴光新不敢拦截，南方护法军尾随入湘，6月12日张敬尧放弃长沙，退到岳州。6月13日，北京政府对张敬尧革职留任处分，同时任命吴光新为湖南检阅使。吴光新也从岳州退到武汉。6月29日北京政府宣布张敬尧撤职查办，任命吴光新为湖南督军、兼署省长，并任命王占元为两湖巡阅使，吴、王均复电拒任。吴以无力应付湖南局面，在复电中称：“言和则无须检阅，言战则有督军，和战两无裨益，请收回成命”。6月30日又任命吴新田为第七师师长负责收容张敬尧残部。这时吴还有两个师和四个旅。
1920年7月14日直皖戰爭爆发，吳光新率部北上攻打直系軍閥吴佩孚的后路，7月16日下午被湖北督軍王占元设宴诱捕，当日下午6时鄂军一个团声称“奉有督军命令”，开往汉口后城、桥口一带围击吴的卫队（卫兵三百，借驻十八师司令部），因变起仓猝以致“卫队惶骇，不知所措，悉力抵御，相持约有四十分钟，卒以众寡不敌，缴械受拘”。吴所部6个旅被缴械解散。其中赵云龙、陶云鹤两旅在信阳被直系李奎元师勒令缴械而发生兵变；刘跃龙一旅在广水，其余各旅分驻于宜昌、沙市、巴东一带。7月16日王占元发表通电：“占元迫不得已，惟有暂行监视，勿令回汉，以免再为奸人利用。区区此举……决无他意。所辖军队亦应推与，毫无疑忌。”7月17日王占元通电：“核自堂年少有才，果能恪守范围，未始非后起之秀。占元不忍其为奸徒煽诱，致有越轨行动，以贻害大局。因于昨日来署，延使暂住，不令回汉。此为时会所迫，不得不然。至与自堂私交，固自始终如一，决无他意。”王占元列举吴光新八大罪状：

一、在鄂境擅自委派地方官吏：“自鄂军克复荆沙，吴以客军委任县官，更置局所，遇事夸张，妄自尊大”；

二、扩充军队、挪借巨款：“后乃廓充军队至六旅之多，驻在鄂境者，往往因饷项不继，时向地方商会挪借巨款。鄂省亦量力筹垫，中央饷到并不及时关放偿还，军民交怨；

三、坐镇汉口、横生枝节：吴“近已新任湖南督军，仍复盘踞汉上，横生枝节”；

四、勾煽“乱党” 土匪，希图扰乱：“近以京保政争，吴乃潜居汉口，日与著名乱党田桐、白逾桓等秘密计划，初欲利用湖南溃兵，伺隙滋扰，后见各军俱已编遣就绪，乃变计煽动土匪，希图扰害地方”；

五、破坏交通：“又复占据铁路，截扣火车，断绝交通，扰累行旅”；

六、私调部队：“私调所部一旅潜赴信阳，经占元苦心劝阻，誓以不再调动。未几，又调现驻宜、沙两旅，秘不与闻。占元面询其何以食言，犹复诡称并无其事”；

七、图扰河南，企图暗杀直豫军官：“近由襄阳电局检查处密电，私相联络，欲图分扰豫境。并据密探报告，有派人潜携炸弹，冀图暗杀豫、直重要军官”；

八、扣留鄂省军械及新兵：吴“对于鄂省所运军械及招募新兵，一再扣留。在汉宣言，不出旬日，即见武昌有乱，伊乃出而靖难等语”。
7月21日直皖战争胜负已分，长江上游总司令部参谋处为吴光新被捕通电申斥：“吴总司令前以湘事失利，上游吃紧，驻节汉皋，规划防务。旋奉令检阅湖南，继又拜命湘督，皆经数辞，未邀俯允，仍不敢轻于受命，贻误事机。”皖系战败后，7月29日大总统徐世昌指王占元指吴光新“实属意存破坏，法所难容”“先行免去湖南督军暨长江上游总司令各职。交王占元彻查实情，呈候核办。所有长江上游总司令一缺，应即裁撤。其所辖军队，并由王占元妥为收束，以节军费。交
陆军部查照。”第二十一混成旅旅长孙传芳继任長江上游總司令。8月30日，北京政府根据王占元的呈复，以吴“纵兵殃民，吞没军饷，近复有擅调军队，占据铁路，煽惑军官，勾结匪类情事”，加重惩处，明令“著即褫夺官秩、勋位、勋章，即就鄂组织军法会审，讯明呈办，以肃军纪”。9月5日，王占元以通谋叛乱、纵兵殃民、吞没军饷、擅自调兵、占据铁路、煽惑军官、勾结匪类等数罪并罚，判处吴光新十五年有期徒刑，关押在湖北。12月陆军部呈报徐世昌大总统：“已革军官吴光新，通谋叛乱，擅调军队，依律判处无期徒刑。”徐世昌大总统乃令：“应即依法执行。”
1921年8月16日在湖北少将参议刘文明策划下吳光新逃狱，到天津日租界建造公馆（即“段公馆”）。1922年9月以段祺瑞私人代表身份晋见张作霖，谋划孙中山、段祺瑞、张作霖反直三角联盟。參與奉系軍閥，1924年（民國13年）9月第2次直奉戰爭中，任奉軍第6方面軍副司令率軍參戰，指挥炮兵攻击秦皇岛。1924年11月24日段祺瑞的中華民國臨時政府成立後，出任陸軍總長。12月3日，作为安徽代表在天津车站欢迎孙中山。12月12日被任命为督办安徽军务善后事宜。12月18日任奉军第三军军长南下安徽。1925年1月17日起，与张宗昌在江苏对齐燮元大战于丹阳、无锡之间。1925年3月24日，吴光新与陆军部次长贾德耀、张厚琬等随段祺瑞到孙中山灵柩前宣布祭文。1925年4月被张作霖免去军长职务，杨宇霆继任军长。吴光新再次出任陆军总长和陆军训练总监。1925年9月17日授陆军上将。1925年12月1日主动辞职。
1926年4月9日鹿钟麟发动第二次北京政变，驱逐临时执政段祺瑞。4月19日吴光新从天津到北京向段祺瑞表示奉系已无力保护段祺瑞，随后吴入直鲁联军总司令张宗昌幕府。1927年3月13日被张作霖的安国军政府任命为淞沪商埠督办兼直鲁联军副司令。1927年3月22日北伐军攻占上海，吴光新由海路逃青岛，旋赴济南。1928年7月10日二次北伐时，南京国民政府通缉吴光新。1929年1月26日联合张宗昌一起组织胶东龙口旧部刘开泰反蒋举事，2月19日吴光新亲到龙口，被刘珍年打败，4月21日从龙口逃到日本。1931年，从日本回到天津寓居。1932年，应南京国民政府的邀请，和段祺瑞从天津南下到上海定居。1935年4月5日任军事参议院中将军事参议。
1937年抗战爆发后，去香港。1939年（民國28年）病逝香港，享年59歲。1939年11月25日重庆国民政府追赠陆军上将军衔。

## 家人
父亲吴懋伟：宿迁举人。

### 引用
1. ↑  安徽省社会科学院北洋史中心 吴元康：“皖系骨干吴光新籍贯考”，《安徽史学》，1999年第2期，第67、第75页。
2. ↑  中国第二历史档案馆 陈长河：“直皖战争期间的皖系骨干吴光新”，《安徽史学》2004年第3期。
3. ↑  四川省文史研究馆：《四川军阀史料》第1辑，四川人民出版社1981年版，第319—320页。
4. ↑  倪忠文：《北洋军阀统治湖北史》第四章王占元统治湖北 第二节王占元统治时期的“荆襄自主”，湖北人民出版社，1989年5月版。ISBN  7-216-00351-9
5. ↑  袁瑾; 袁在平; 张青：“见证宜昌护法战争的三游洞刻联”，《湖北文史》，2013年第2期，第115-123页。
6. ↑  丁中江：《北洋军阀史话》第一六六 湖南重见天日， 中国友谊出版公司，1996年6月版，ISBN:9787505700994
7. ↑  陈长河：《直皖战争期间的皖系骨干吴光新》,《安徽史学》2004年第3期，第79-83页。
8. ↑  何柱国：《孙、段、张联合推倒曹、吴的经过》，中国人民政治协商会议全国委员会文史资料研究委员会编《文史资料选辑》第51辑，中华书局1964年版，第12页。
9. ↑  徐友春主編『民國人物大辭典』稱其任第6軍副軍長。

### 书籍
- 来新夏. . 南開大学出版社. 2001. ISBN 7-310-01517-7.
- 徐友春 主編 (编). . 河北人民出版社. 2007. ISBN 978-7-202-03014-1.
- 劉寿林 編 (编). . 中華書局. 1995. ISBN 7-101-01320-1.

| 前任：（創設） | 長江上游總司令1917年8月 - 1920年7月 | 繼任：孫傳芳 |

| 前任：張敬尧 | 湖南督軍1920年6月 - 7月 | 繼任：譚延闓 |

| 前任：李書城 | 陸軍總長1924年11月 - 1925年12月 | 繼任：賈德耀 |